# ۳۰ شوال
۳۰ شوال، سی مین روز از ماه شوال در تقویم هجری قمری است. این روز فقط در بعضی سالهای هجری قمری وجود دارد.
در تقویم هجری قمری قراردادی این روز وجود ندارد.

## درگذشتگان
- ۵۵۱ - وأواء حلبی ادیب، زبان‌شناس و شاعر عربی شامی.